# Rdest mniejszy
Rdest mniejszy (Persicaria minor) – gatunek rośliny z rodziny rdestowatych (Polygonaceae). Występuje na rozległym obszarze Eurazji znajdującej się pod wpływem klimatu umiarkowanego, w tym także w Polsce, poza tym jako gatunek introdukowany obecny jest na innych kontynentach. Jest rośliną roczną występującą w miejscach wilgotnych.

## Rozmieszczenie geograficzne
Gatunek występuje na rozległym obszarze Europy z wyjątkiem południowych i północnych krańców kontynentu – brak go w południowej części Półwyspu Iberyjskiego, Apenińskiego i Bałkańskiego oraz w północnej części Półwyspu Skandynawskiego i na Islandii. Rośnie w rejonie Kaukazu i na obszarze Federacji Rosyjskiej po Rosyjski Daleki Wschód oraz w Kazachstanie. Introdukowany rośnie w bardzo wielu miejscach na różnych kontynentach, m.in. w Ameryce Północnej i Południowej, w południowej Afryce, w Azji południowej na Cejlonie i Nowej Gwinei.
W Polsce jest gatunkiem rozpowszechnionym na całym obszarze z wyjątkiem gór i pogórza – nie rośnie powyżej ok. 600 m n.p.m.

## Morfologia
PokrójRoślina zielna osiągająca zwykle do 40 cm, rzadziej do 60 cm wysokości. Łodyga jest cienka i delikatna, w dole często rozgałęziona i tu pokładająca się lub czołgająca, często korzeniąca się w węzłach, dalej podnosząca się.
LiścieOd równowąskich do wąskolancetowatych, osiągające 2,5 do 7,5 cm długości, a o szerokości zwykle 5–8 mm, rzadko więcej (długość zwykle jest 6–9 razy większa od szerokości). U nasady blaszka jest zaokrąglona lub słabo zwężona, z wyraźnym, choć krótkim ogonkiem. Użyłkowanie poza wiązką centralną jest bardzo delikatne i słabo widoczne, na brzegu blaszki znajdują się krótkie szczecinki, od spodu – gruczołki w większej lub mniejszej liczbie. U nasady ogonka znajduje się przylegająca do łodygi gatka, z której górnej krawędzi wyrastają dość długie, osiągające do 2–3 mm, czasem 5 mm włoski.
KwiatyZebrane w cienki, w dole przerywany kwiatostan, zwykle prosto wzniesiony, czasem przewisający na szczycie osiągający od 1 do 5 cm długości. Kwiaty wyrastają w pęczkach po 1–3, okryte błoniastą gatką. Pięć listków okwiatu jest mniej więcej równych, osiągają 2–2,5 mm długości i są zwykle ciemnoróżowe lub różowe, rzadziej białawe. Pręcików jest zwykle 6, nie wystających ponad okwiat. Słupek z dwiema szyjkami w dolnej części zrośniętymi.
OwoceSoczewkowate, rzadziej nieco trójkanciaste i gładkie orzeszki długości do 2,5, rzadziej do 3 mm, barwy ciemnobrązowej do czarnej, lśniące.
Gatunki podobneGatunek wyróżnia się wąskimi liśćmi. Przerywane, cienkie kwiatostany ma także rdest ostrogorzki P. hydropiper i rdest łagodny P. mite. Oba różnią się liśćmi zwężającymi się równomiernie z obu stron i osiągającymi 1 cm i więcej szerokości. Rdest ostrogorzki odróżnia się także liśćmi o piekącym smaku; kwiatami 4-krotnymi, ogruczolonymi; gatką luźną, z niewyraźnymi, krótkimi (do 2 mm) włoskami na krawędzi. Rdest łagodny ma gatkę luźną, kwiatostany zwykle zwieszające się, okwiat i owoce dłuższe (3–4 mm), owoce zazwyczaj trójkanciaste.

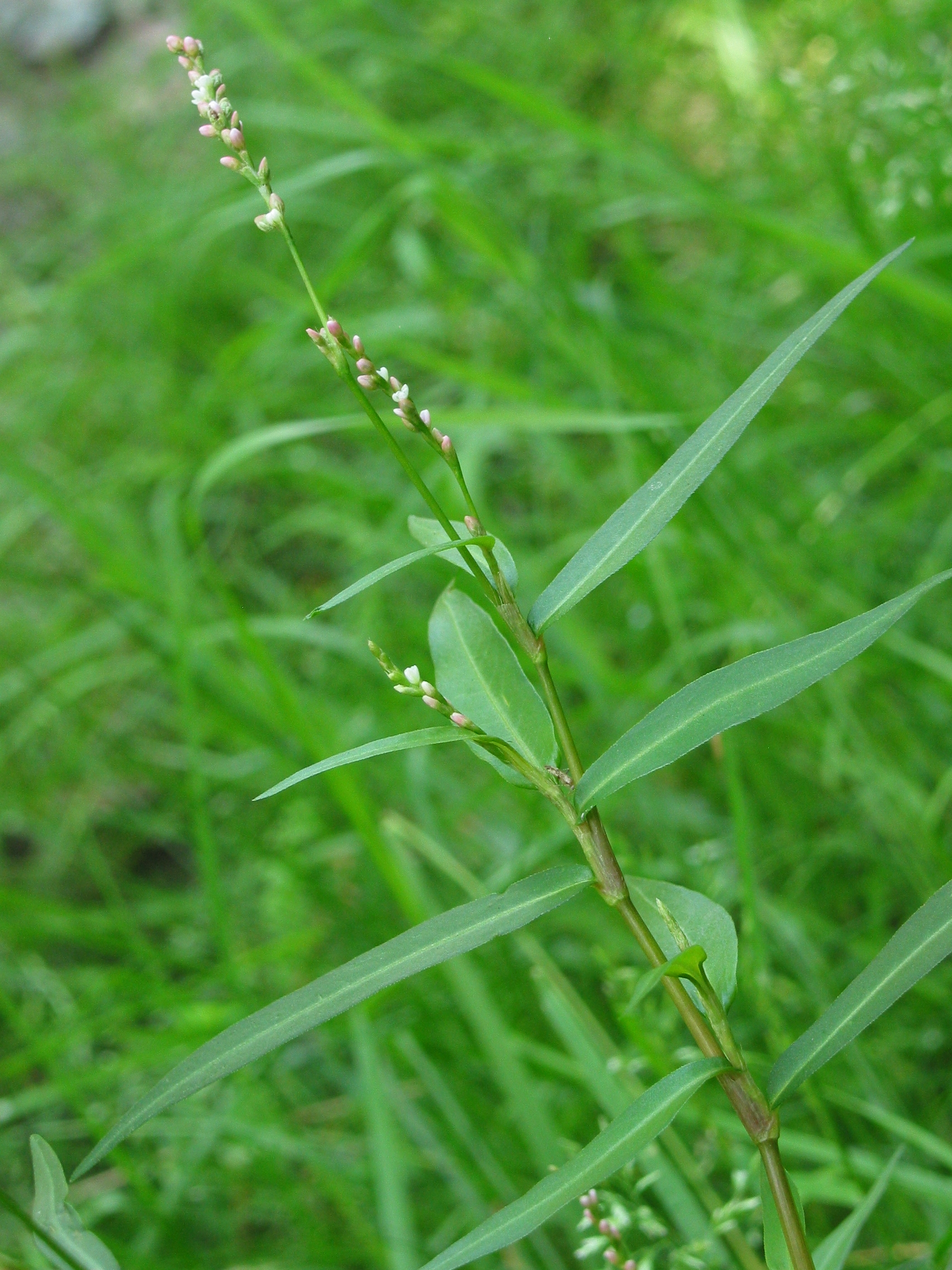
Wąskie liście i kwiatostan
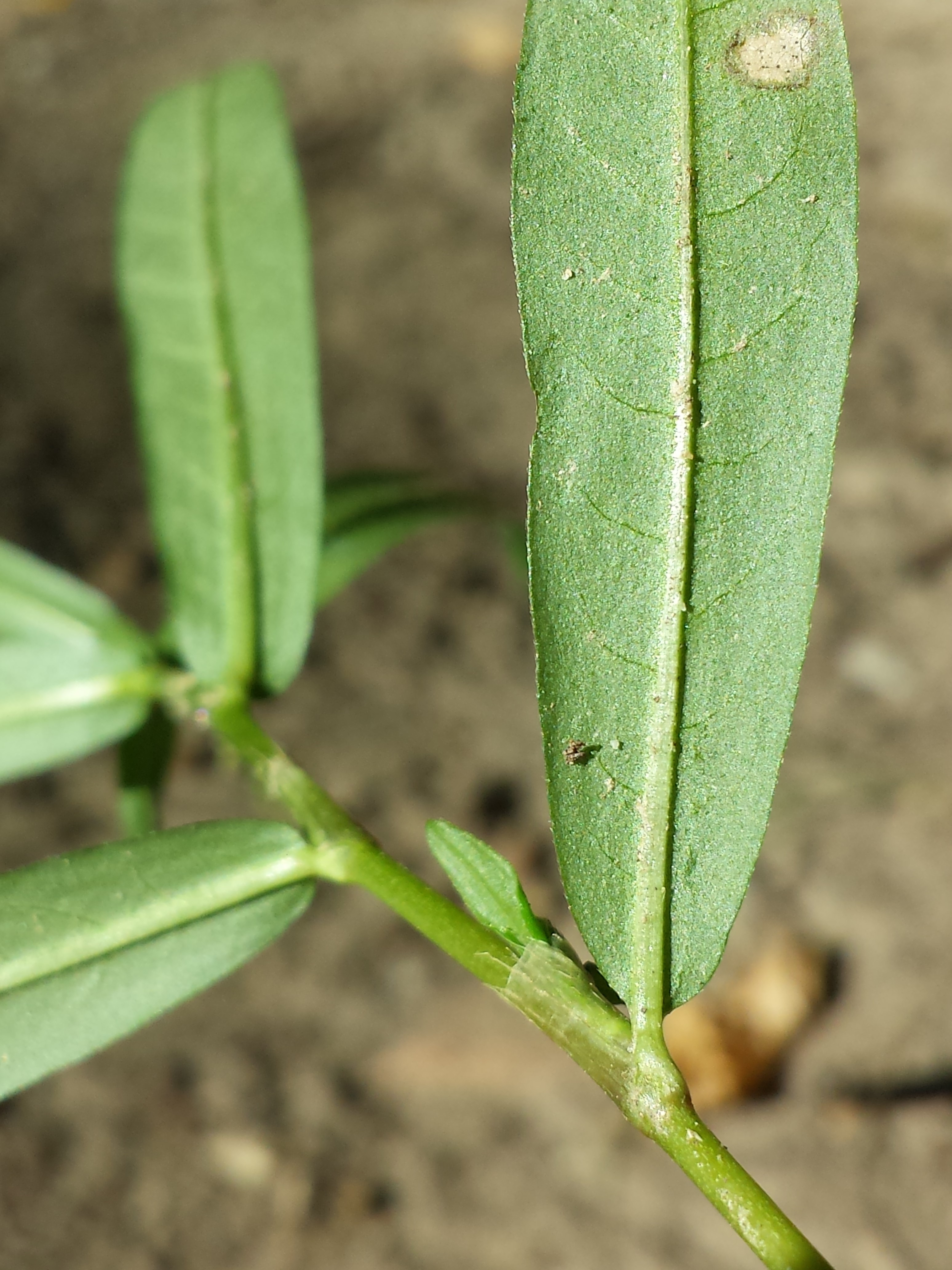
Zaokrąglona nasada liścia
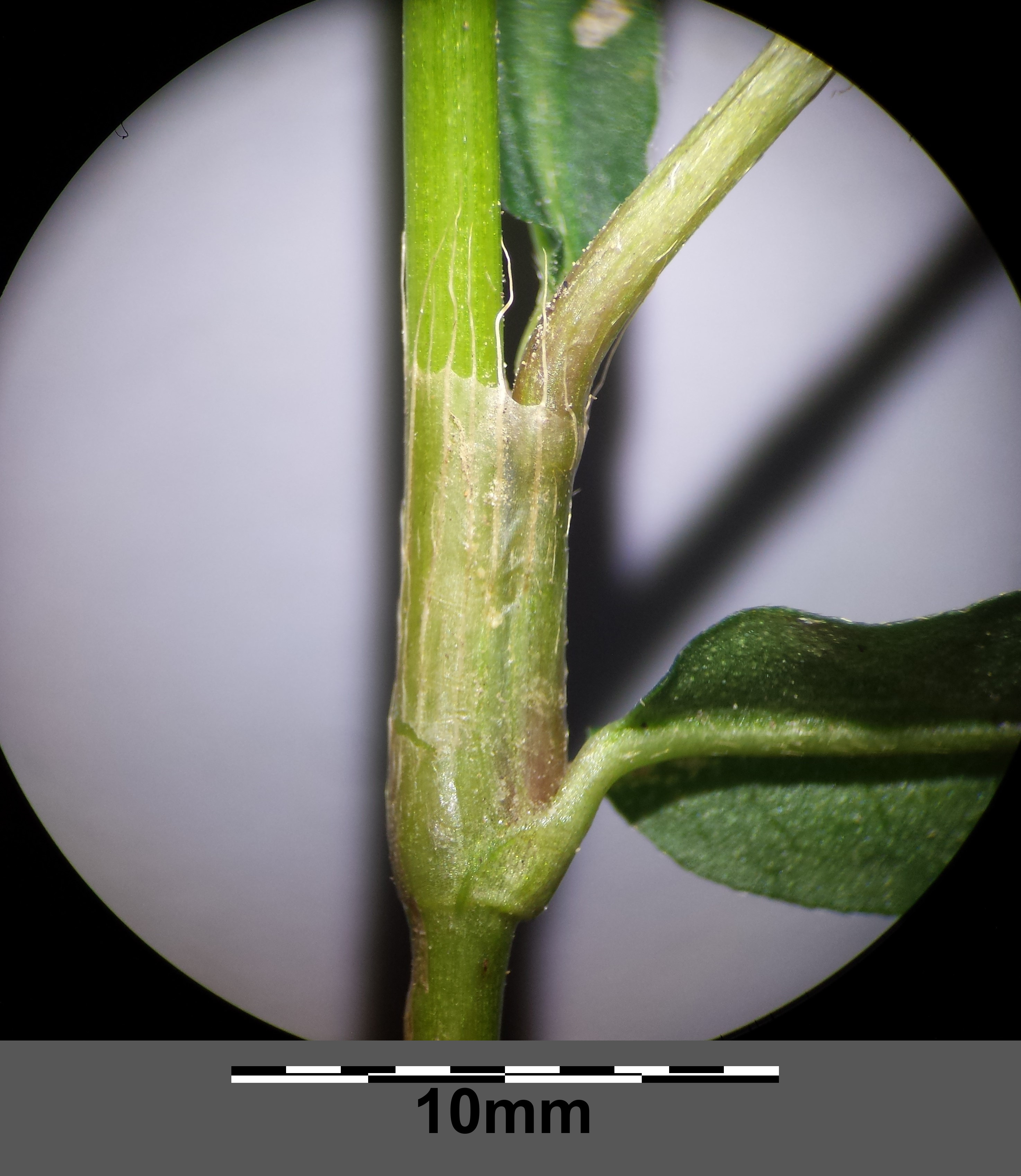
Przylegająca gatka z włoskami na krawędzi
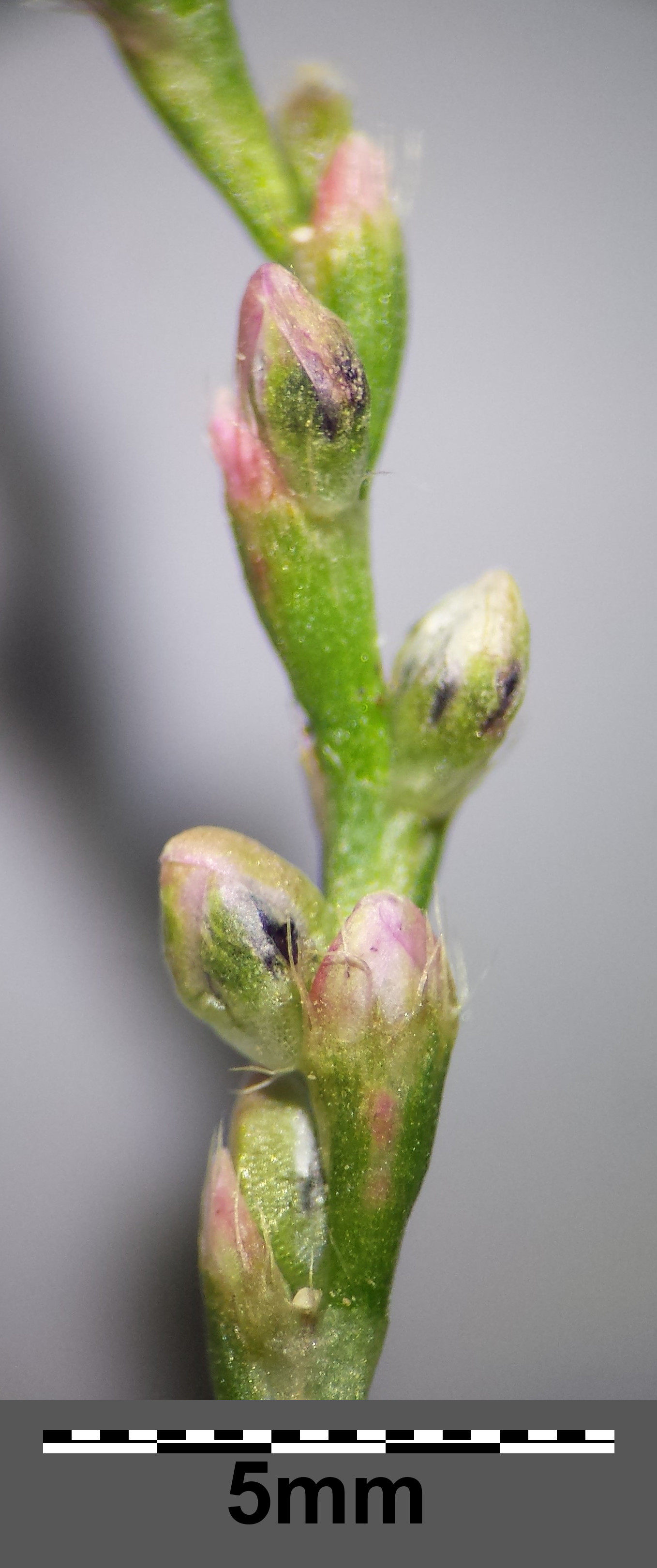
Przerywany w dole kwiatostan
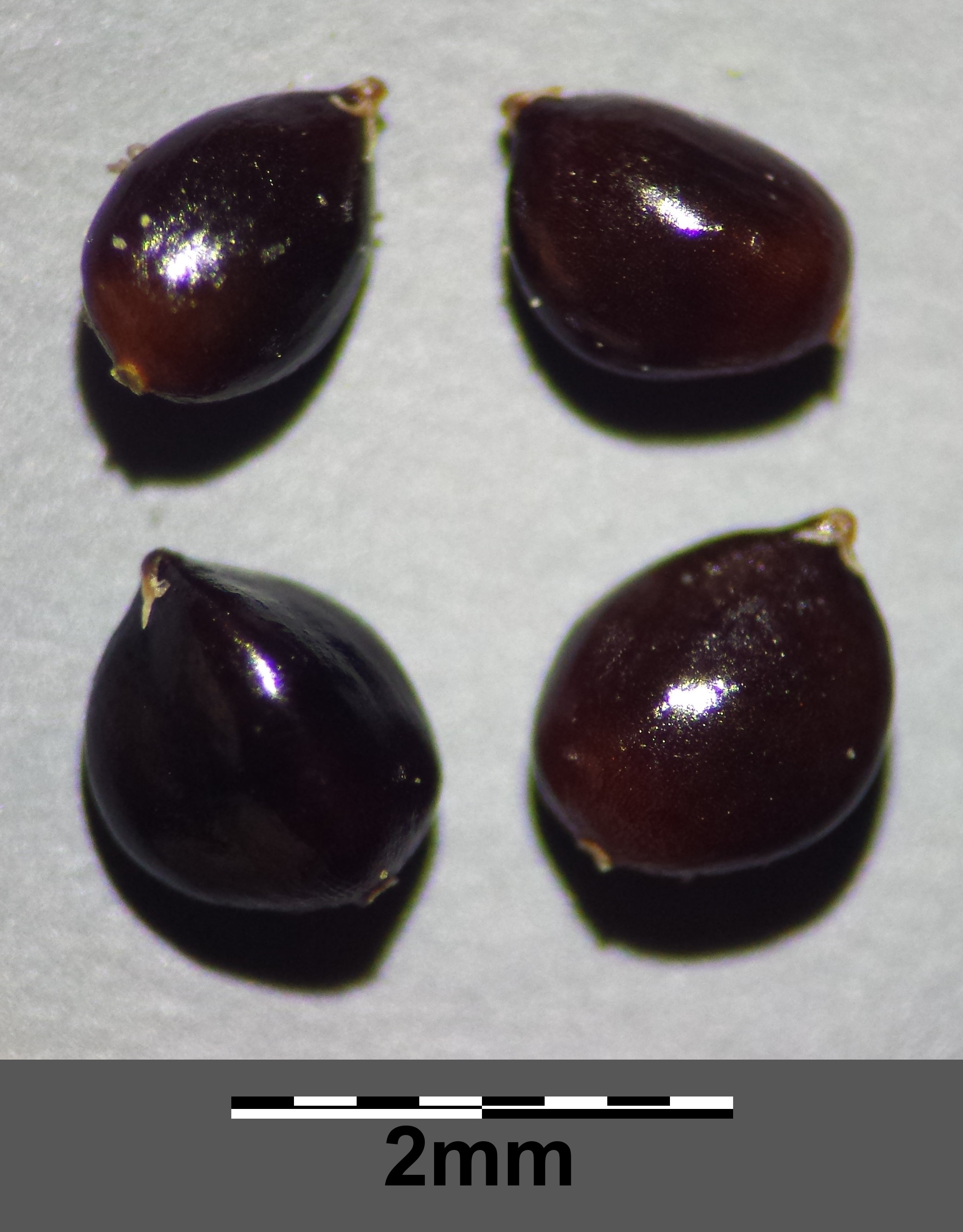
Ciemne, lśniące owoce

## Biologia i ekologia
Roślina jednoroczna. Kwitnąca od lipca do października. 
Występuje w miejscach wilgotnych i odsłoniętych – na polach, na przydrożach, przy rowach, na wilgotnych łąkach. W syntaksonomii jest to gatunek charakterystyczny dla zespołu Polygono-Bidentetum.
Liczba chromosomów 2n = 40.

## Mieszańce
Gatunek tworzy mieszańce z: rdestem ostrogorzkim Persicaria hydropiper, szczawiolistnym P. lapathifolia, łagodnym P. mitis i  plamistym Persicaria maculosa.